# كلينتون (كولومبيا البريطانية)
كلينتون (بالإنجليزية: Clinton, British Columbia)‏ هي بلدة تقع في كندا في Thompson-Nicola Regional District. يقدر عدد سكانها بـ 578 نسمة ومساحتها 1.46 كم2 وترتفع عن سطح البحر 900 متر.